# Газоохлаждаемый быстрый реактор
Газоохлаждаемый быстрый реактор (gas-cooled fast reactor (GFR)) — разрабатываемый вид ядерных реакторов на быстрых нейтронах.

## Описание

Принципиальная схема реактора

Изначально разрабатывался как Реактор-размножитель, проходит испытания как реактор полного цикла. Охлаждающим веществом служит гелий. Рассматриваемое топливо — обеднённый плутоний и ряд актиноидов.
На 2017 год единственным активным проектом в этой области является европейский небольшой исследовательский реактор ALLEGRO тепловой мощностью 75 мегаватт, использующий плутониевое топливо. Его задача — изучить вопросы, встающие перед проектировщиками большого (2400 мегаватт тепловых) перспективного европейского газового бридера GFR. Одна из самых сложных проблем — высокая температура топлива и гелия.